# José Antonio Alonso
José Antonio Alonso Suárez (León, 28 marzo 1960 – Madrid, 2 febbraio 2017) è stato un politico e giurista spagnolo.

## Biografia
Giurista dal 1985, è stato eletto per il Congresso dei Deputati nel 2004 come membro del Partito Socialista Operaio Spagnolo. Nel 2008 è stato rieletto.
Dall'aprile 2004 all'aprile 2006 è stato Ministro degli Interni nel Governo guidato da José Luis Rodríguez Zapatero. Dall'aprile 2006 all'aprile 2008 è stato invece Ministro della Difesa.
È deceduto il 2 febbraio 2017 a causa di un tumore ai polmoni all'età di 56 anni.